# Nikolaj Kridener

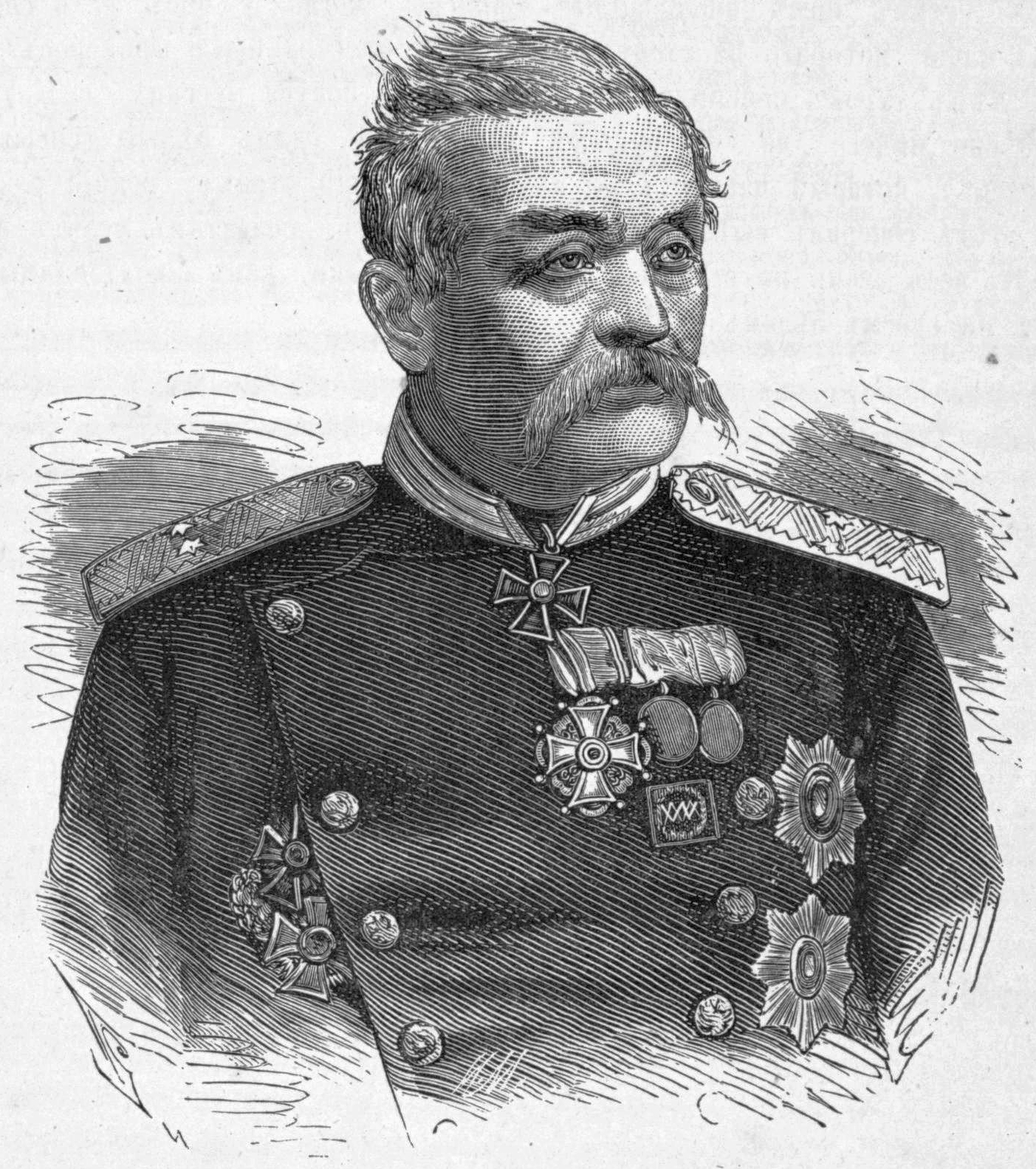
Nikolaj Kridener

Nikolaj Pavlovitj Kridener (ryska: Николай Павлович Криденер; tyska: von Krüdener), född 1811 i Estland, död 17 februari 1891 i Moskva,  var en rysk baron och general.
Kridener deltog med utmärkelse i flera krigshändelser, såsom undertryckandet av 1863 års polska resning, och fick 1876 befälet över nionde armékåren, som i rysk-turkiska kriget 1877 var en av ryska Donauarméns fyra avdelningar. Han stormade Nikopol den 16 juli och erhöll befallning att till tryggande av arméns rygg söka driva turkarna från Pleven, men kastades den 30 juli med stor förlust tillbaka av Osman Pascha, varefter högsta ledningen av cerneringsoperationerna kring nämnda fästning överlämnades i andra händer. 
Senare, efter Plevens fall, förflyttades Kridener till Warszawa i egenskap av militärguvernörens närmaste man.